# Batalha
Batalha (vyslov batalja) je portugalské město ležící v centrálním Portugalsku v regionu Pinhal Litoral v distriktu Leiria, asi 110 km severně od Lisabonu. Má 15 542 obyvatel (2006). Zdejší Kostel a dominikánský klášter Panny Marie Vítězné (známější též i pod jednodušším názvem klášter Batalha), založený králem Janem I. na památku vítězství v bitvě u Aljubarroty, byl v roce 1983 zapsán na seznam světového dědictví UNESCO.

## Fotogalerie

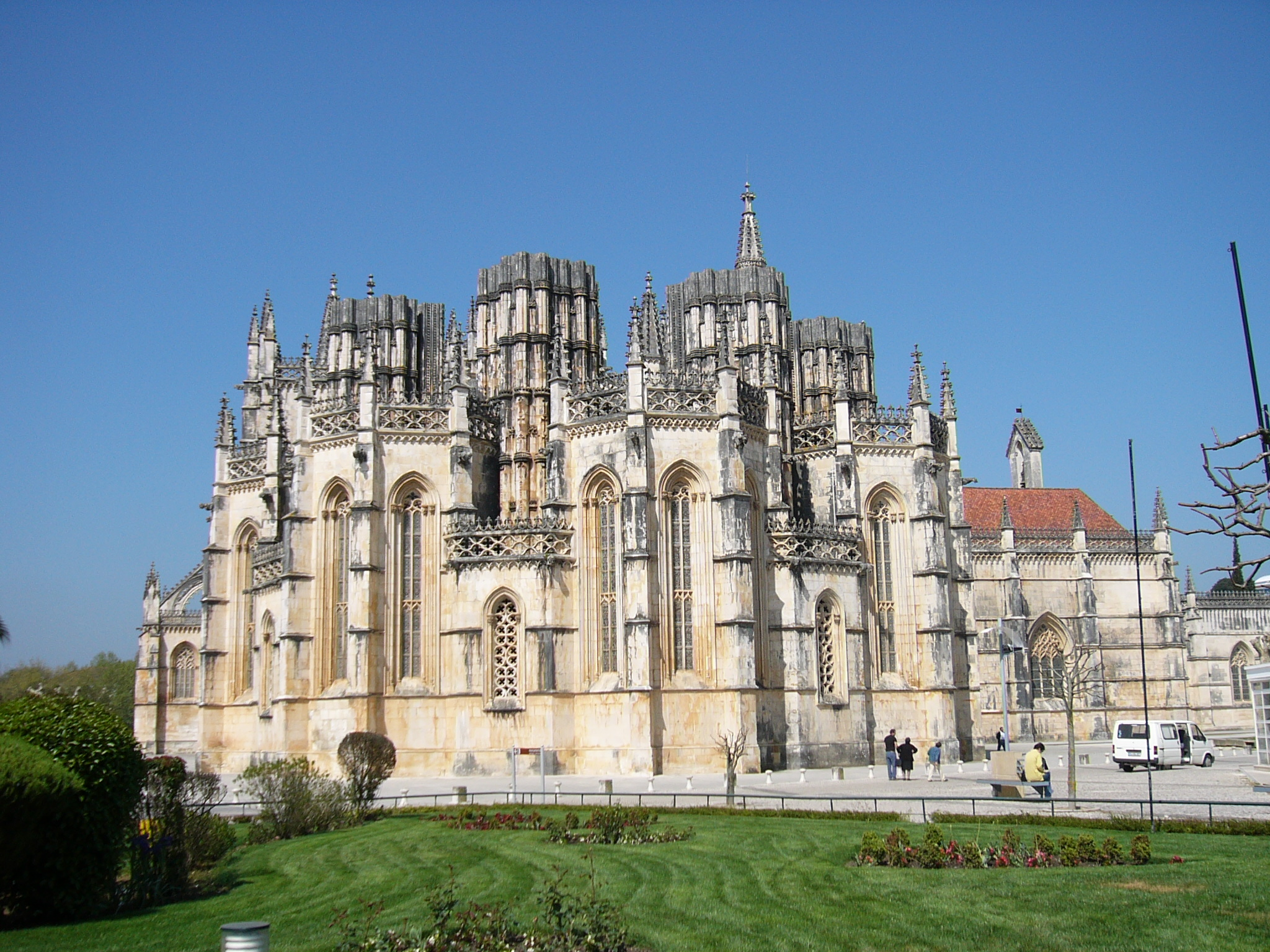
Klášter a kostel Panny Marie Vítězné
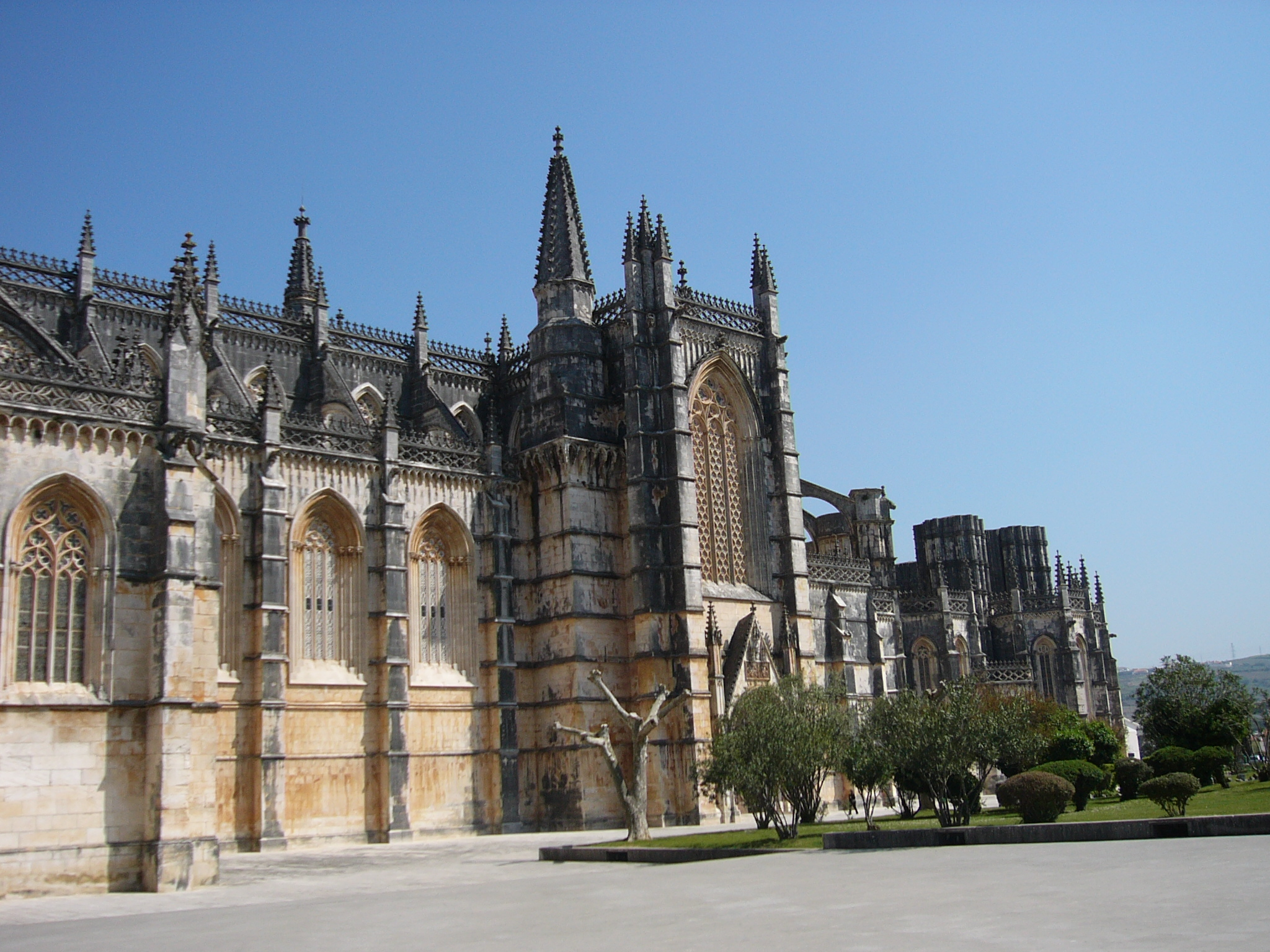
Klášter a kostel Panny Marie Vítězné